# Kabinett Kostas Karamanlis II

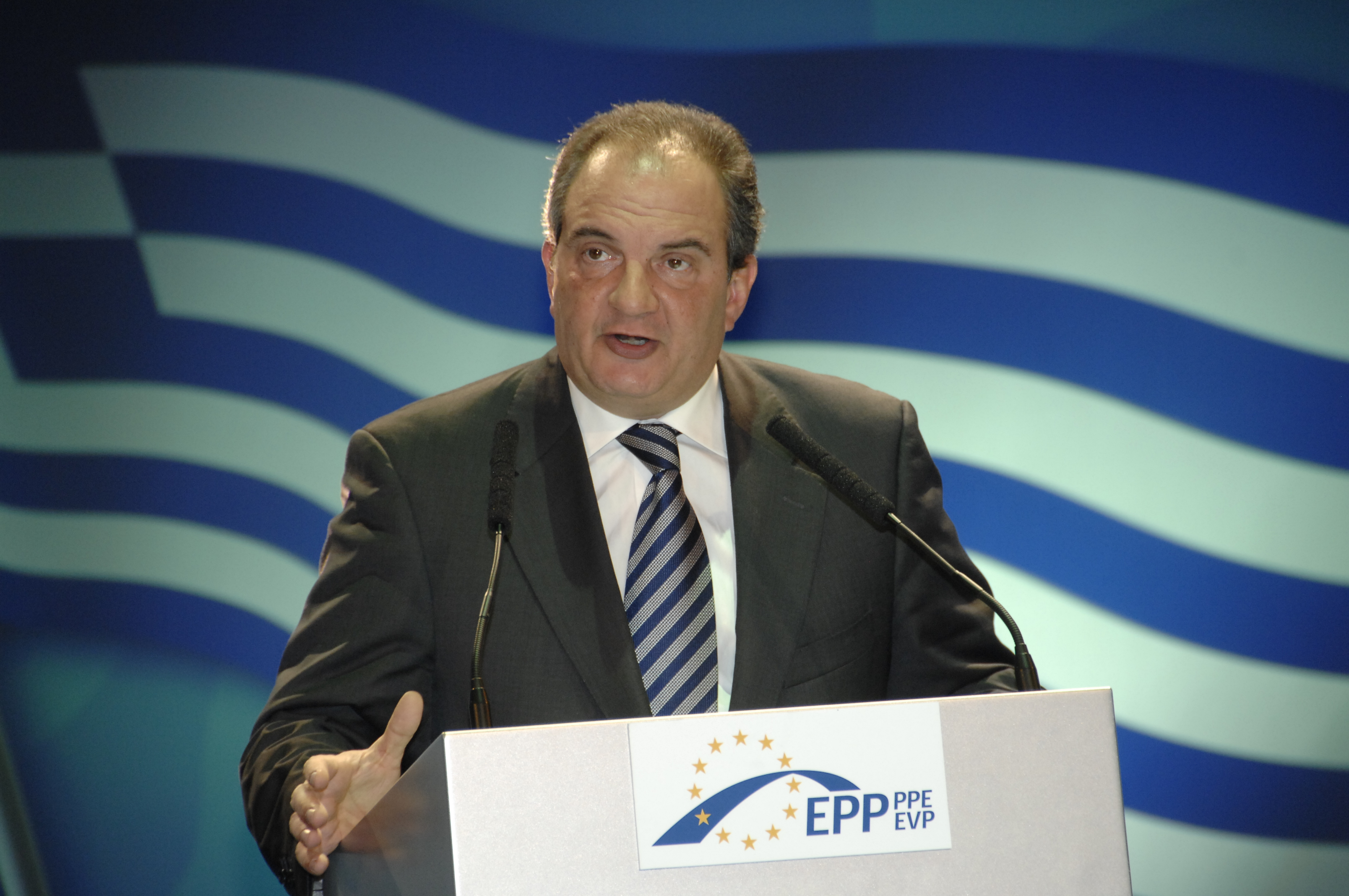
Kostas Karamanlis

Das Kabinett Kostas Karamanlis II regierte Griechenland vom 19. September 2007 bis 7. Oktober 2009 und folgte auf das Kabinett Kostas Karamanlis I.

## Minister
| Ministerium                                                  | Amtsinhaber                                   | Griechische Schreibweise |
| ------------------------------------------------------------ | --------------------------------------------- | ------------------------ |
| Ministerpräsident                                            | Kostas Karamanlis                             | Κώστας Καραμανλής        |
| Außenministerin                                              | Dora Bakogianni                               | Ντόρα Μπακογιάννη        |
| Innenminister                                                | Prokopis Pavlopoulos                          | Προκόπης Παυλόπουλος     |
| Innenminister                                                | Spyridon Flogaitis ab 11. September 2009      | Σπυριδων Φλογαιτης       |
| Minister für Wirtschaft und Finanzen                         | Georgios Alogoskoufis                         | Γεώργιος Αλογοσκούφης    |
| Minister für Wirtschaft und Finanzen                         | Giannis Papathanasiou ab 8. Januar 2009       | Γιάννης Παπαθανασίου     |
| Verteidigungsminister                                        | Evangelos Meimarakis                          | Ευάγγελος Μεϊμαράκης     |
| Justizminister                                               | Sotiris Chatzigakis                           | Σωτήρης Χατζηγάκης       |
| Justizminister                                               | Nikos Dendias ab 8. Januar 2009               | Νικόλαος Δένδιας         |
| Minister für Arbeit und Soziale Sicherheit                   | Vasilis Manginas                              | Βασίλης Μαγγίνας         |
| Minister für Arbeit und Soziale Sicherheit                   | Fani Palli-Petralia ab 17. Dezember 2007      | Φάνη Πάλλη - Πετραλιά    |
| Minister für Handelsschifffahrt, Ägäis und Insel-Politik     | Giorgos Voulgarakis                           | Γιώργος Βουλγαράκης      |
| Minister für Handelsschifffahrt, Ägäis und Insel-Politik     | Anastasios Papaligouras ab 13. September 2008 | Αναστάσιος Παπαληγούρας  |
| Minister für Umwelt, Raumordnung und öffentliche Arbeiten    | Georgios Souflias                             | Γεώργιος Σουφλιάς        |
| Entwicklungsminister                                         | Christos Folias                               | Χρήστος Φώλιας           |
| Entwicklungsminister                                         | Kostis Chatzidakis ab 8. Januar 2009          | Κωστής Χατζηδάκης        |
| Minister für Gesundheit und soziale Solidarität              | Dimitris Avramopoulos                         | Δημήτρης Αβραμόπουλος    |
| Minister für landwirtschaftliche Entwicklung und Ernährung   | Alexandros Kondos                             | Αλέξανδρος Κοντός        |
| Minister für landwirtschaftliche Entwicklung und Ernährung   | Sotirios Chatzigakis ab 8. Januar 2009        | Σωτήρης Χατζηγάκης       |
| Minister für Bildung und Religiöse Angelegenheiten           | Evripidis Stylianidis                         | Ευριπίδης Στυλιανίδης    |
| Minister für Bildung und Religiöse Angelegenheiten           | Aris Spiliotopoulos ab 8. Januar 2009         | Άρης Σπηλιωτόπουλος      |
| Kulturminister                                               | Michalis Liapis                               | Μιχάλης Λιάπης           |
| Kulturminister                                               | Andonis Samaras ab 8. Januar 2009             | Αντώνης Σαμαράς          |
| Minister für touristische Entwicklung                        | Aris Spiliotopoulos                           | Άρης Σπηλιωτόπουλος      |
| Minister für touristische Entwicklung                        | Konstantinos Markopoulos ab 8. Januar 2009    | Κωνσταντίνος Μαρκόπουλος |
| Minister für Transport und Kommunikation                     | Kostis Chatzidakis                            | Κωστής Χατζηδάκης        |
| Minister für Transport und Kommunikation                     | Evripidis Stylianidis ab 8. Januar 2009       | Ευριπίδης Στυλιανίδης    |
| Minister für Makedonien und Thrakien                         | Margaritis Tzimas                             | Μαργαρίτης Τζίμας        |
| Minister für Makedonien und Thrakien                         | Stavros Kalafatis ab 8. Januar 2009           | Σταύρος Καλαφάτης        |
| Staatsminister und Regierungssprecher (bis 24. Oktober 2008) | Theodoros Rousopoulos                         | Θεόδωρος Ρουσόπουλος     |

Alle Mitglieder dieser Regierung gehörten der Partei Nea Dimokratia an.

## Regierungszeit
Nach der Parlamentswahl in Griechenland 2007, die die Nea Dimokratia nur knapp für sich entscheiden konnte, bekam Karamanlis die Möglichkeit, sein Regierungswerk fortzuführen unter anderem mit der Fertigstellung der Egnatia Odos  und des Akropolismuseums. Jedoch infolge der weltweiten Finanzkrise verstießen im Dezember 2008 fünf Mitgliedsstaaten der Eurozone gegen den Stabilitäts- und Wachstumspakt, einer von ihnen war Griechenland. Die Wirtschaft des Landes brach ein, weil sich die Krise vermehrt auf die Branchen Schifffahrt und Tourismus auswirkte. Die Regierung von Karamanlis wurde nicht Herr der Lage und der Druck auf den Ministerpräsidenten stieg innen- wie außenpolitisch weiter an. Im Frühjahr 2009 leitete die EU-Kommission ein Defizitverfahren gegen Griechenland ein, dem Karamanlis mit einem Sparpaket entgegenwirken wollte. Die Maßnahmen reichten aber nicht aus, um die Finanzkrise zu entschärfen und das Land vor einer drohenden Rezession zu bewahren; so beschloss Karamanlis, das Volk entscheiden zu lassen, ob es ihm und seiner Regierung noch das Vertrauen aussprechen wolle, und bat Anfang September 2009 beim Staatspräsidenten Karolos Papoulias  um Auflösung des Parlamentes, die das Land zu Neuwahlen führen sollte.

## Abfolge
Bei der vorgezogenen Parlamentswahl in Griechenland 2009 wurde die konservative Nea Dimokratia nur noch zweitstärkste Kraft hinter der sozialdemokratischen PASOK.
So wurde das Kabinett Karamanlis II vom Kabinett Giorgos Andrea Papandreou abgelöst.